# Knud Hannestad
Knud Hannestad (28. juni 1915 i Aarhus – 26. september 1972 i Feldballe) var en dansk historiker.
Hannestad blev født i Aarhus som søn af en trafikassistent ved DSB (senere stationsforstander i Skanderborg) og blev student fra Aarhus Katedralskole i 1934. Herefter begyndte han at læse historie på Aarhus Universitet, hvor Johan Frederik Plesner og Adam Afzelius underviste. 1942 modtog han guldmedalje for en prisafhandling om egyptisk provinsforvaltning i romersk kejsertid.
1950 blev han dr.phil. med disputatsen De 30 tyranner : studier i athensk forfatningshistorie i slutningen af 5. århundrede, hvor han argumenterede for, at Kritias og kredsen om ham ønskede at omdanne Athens forfatning efter spartansk mønster, da de kom til magten i 404 f.Kr. Det næste større arbejde fra Hannestad blev et studie af Italiens landbrug i kejsertiden og blev udgivet i serien af Videnskabernes Selskabs skrifter i 1962 med titlen L'évolution des ressources agricoles de l'Italie du 4ème au 6ème siècle. Her argumenteredes der for, at årsagen til, at Italien blev selvforsynende med korn i 500-tallet skulle findes i vandalernes erobring af Nordafrika i 429, hvorefter Italien blev afskåret fra dets hidtidige kornkammer. I 1963 demonstrerede han sin evne til formidling med bogen Korstogene : et møde mellem to kulturer, der blev oversat til svensk i 1966.
Ansættelsesmæssigt var Hannestad bibliotekar ved Statsbiblioteket 1946–1960, men blev allerede i 1957 tillige lektor i middelalderens historie ved Aarhus Universitet, hvor han 1960 blev professor. 1953–1954 var han docentstipendiat ved universitetet i Göteborg, hvor han udviklede et venskab med professor Erik Lönnroth.
I efteråret 1966 og igen året efter deltog Hannestad i tvprogrammerne Spørg Århus, der uden tvivl var med til at gøre ham kendt udenfor de snævre faglige sammenhænge. Fra 1968 var han medlem af Statens Humanistiske Forskningsråd, hvilket gav ham lejlighed til mødes flere gange med Lönnroth, der var formand for det tilsvarende svenske råd. 1971 var han initiativtager til Dansk Komité for Byhistorie.